# Koleadivka, Novoaidar
Koleadivka (în ucraineană Колядівка) este localitatea de reședință a comunei Koleadivka din raionul Novoaidar, regiunea Luhansk, Ucraina. În secolul al XIX-lea, satul făcea parte din volostul Koleadivka, uezdul Starobilsk.

## Demografie
Componența lingvistică a localității Koleadivka
     Ucraineană (92,27%)
     Rusă (7,73%)
Conform recensământului din 2001, majoritatea populației localității Koleadivka era vorbitoare de ucraineană (92,27%), existând în minoritate și vorbitori de rusă (7,73%).